# 邵阳县大屠杀

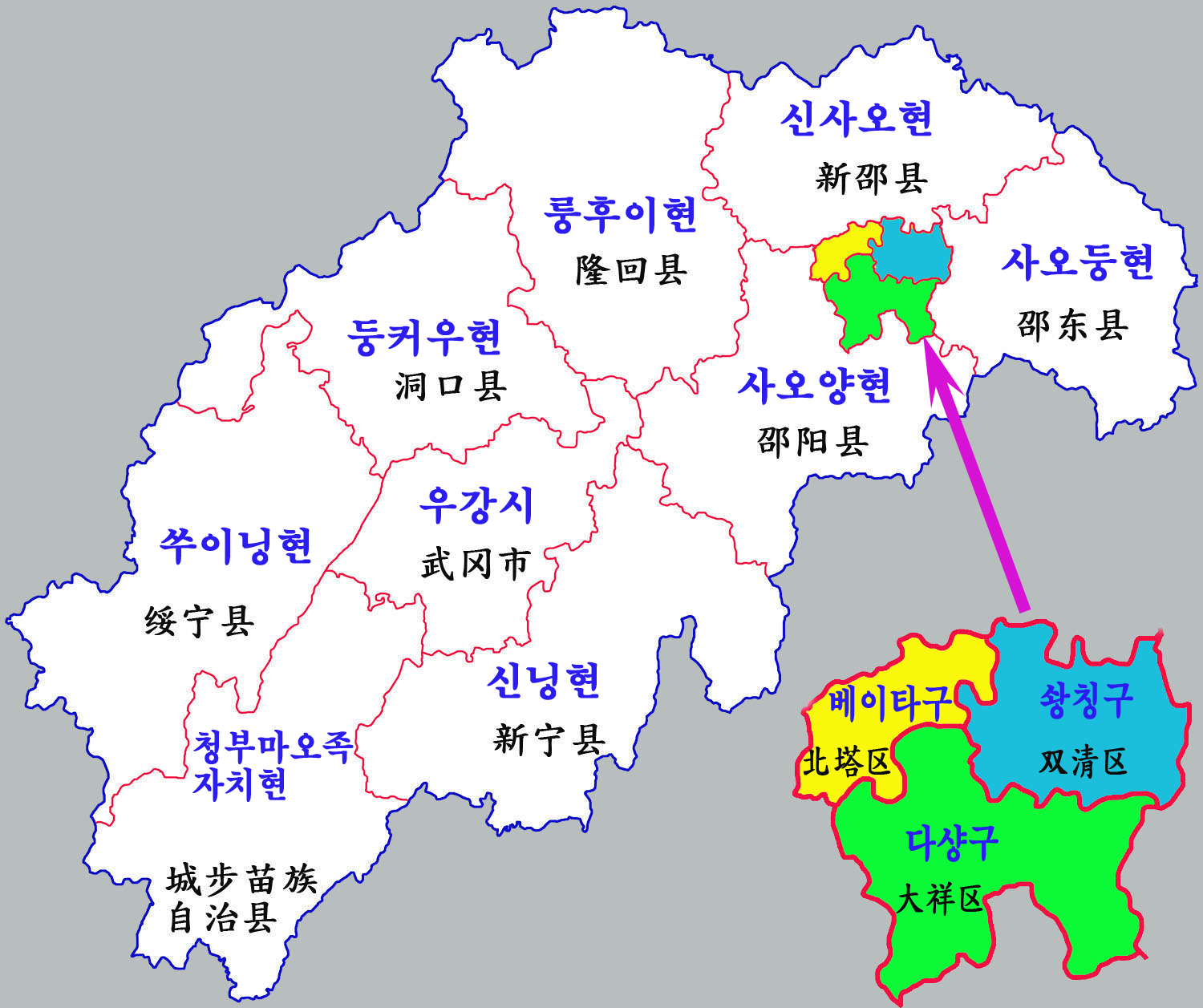
湖南省邵阳市地图

邵阳县大屠杀，又称邵阳“黑杀风”事件，是中华人民共和国文化大革命期间发生在湖南省邵阳县的一场大屠杀事件。邵阳县屠杀发生于1968年7-9月间，根据1974年当地、县联合调查团的统计，322人被杀、669人被逼自杀，共计死亡991人，另有113人致残，而有学者指出邵阳大屠杀实际死亡人达数千人。 
文化大革命期间，1967年湖南道县展开“黑杀风”（即大规模屠杀黑五类及其家属等），道县大屠杀爆发，而道县屠杀也直接影响了1968年的邵阳县大屠杀。邵阳县屠杀中使用的杀人手段极其残忍，包括活埋、石砸、淹死、打死、勒死、烫死、压死、火烧、分尸等等，不少女性死前受到凌辱。屠杀的尸体顺着资江河漂流，导致市民逾半月不敢饮用自来水。1968年8月底，由于解放军第47军的介入，屠杀才逐渐结束。拨乱反正、改革开放时期，邵阳“黑杀风”冤案的受害者获得平反。 

## 历史过程

### 历史背景

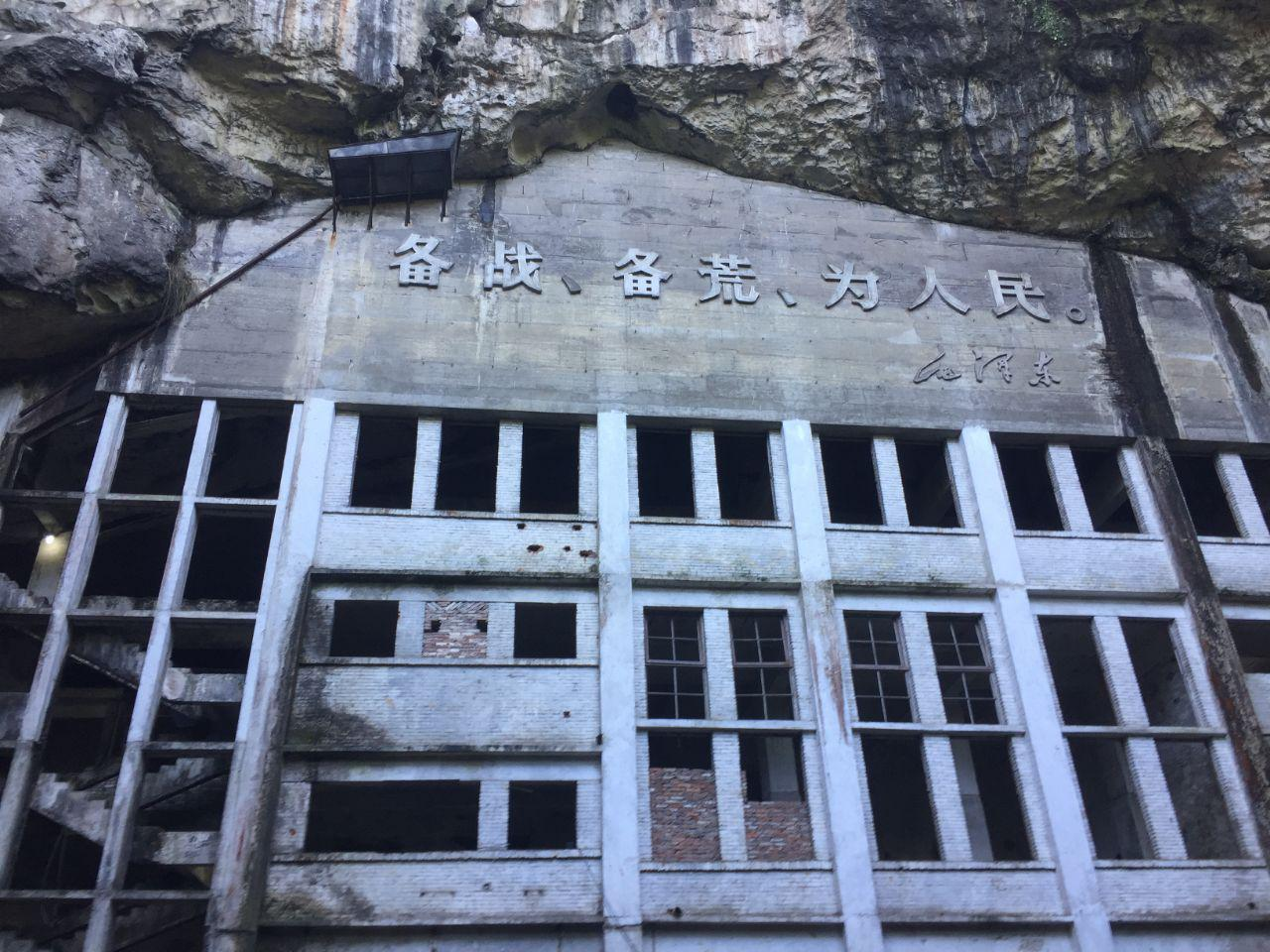
文革时期建造的邵阳兵工厂——红日机械厂（位于湖南省邵阳市新邵县）。

1966年5月，毛泽东在中国大陆发动并领导了文化大革命。自1967年1月上海的“一月风暴”起，各地造反派向党政机构发起夺权运动。此后，湖南道县贫下中农“造反组织”编造了“黑杀队”一词，即当时的黑五类分子及其子弟等21种人要联合起来成立“黑杀队”，目的是要向干部和贫下中农们反攻倒算、报仇雪恨。1967年8-10月，道县展开“黑杀风”（即大规模屠杀黑五类及其家属等）、道县大屠杀爆发，共有7696人被杀、1397人被逼自杀，另有2146人致残。道县大屠杀直接影响了次年的邵阳县大屠杀。 

### 屠杀过程
1968年7月，“黑杀风”或抓“黑杀队”的行动经毗邻的东安县传播到邵阳等地，导致邵阳县开始出现群众被杀死或逼死的情况。1968年8月4日，邵阳县黄塘公社爆发“八·四血案”、共死9人。起因是地主子弟邓保民被诬陷参与“黑杀队”，被民兵批斗、上私刑，反抗逃跑途中杀死了当地贫协主席邓成茂4岁的小儿子邓四清，导致当地民兵和生产大队将邓保民杀死，并将邓保民一家灭门，包括邓保民老婆唐桂姣（45岁）、二女儿邓爱华（18岁） 、大儿子邓超雄（17岁） 、小女儿邓立华（9岁）、小儿子邓少雄（7岁）。此后，民兵和生产队又追杀一人，并迫使一人自杀，最终该事件共造成9人死亡。
“八·四血案”引发了邵阳县全县对“黑杀队”的大屠杀，邵阳县贫下中农甚至为此成立了“贫下中农最高人民法院”，具体的杀人行动则由生产大队党支书和民兵营长牵头。8月下旬起，由于解放军第47军的介入，包括47军国防线路施工大队副政委陶柏荣等人多次出面制止，并召开“ 塘田会议”，大屠杀才逐渐结束。

## 屠杀方式

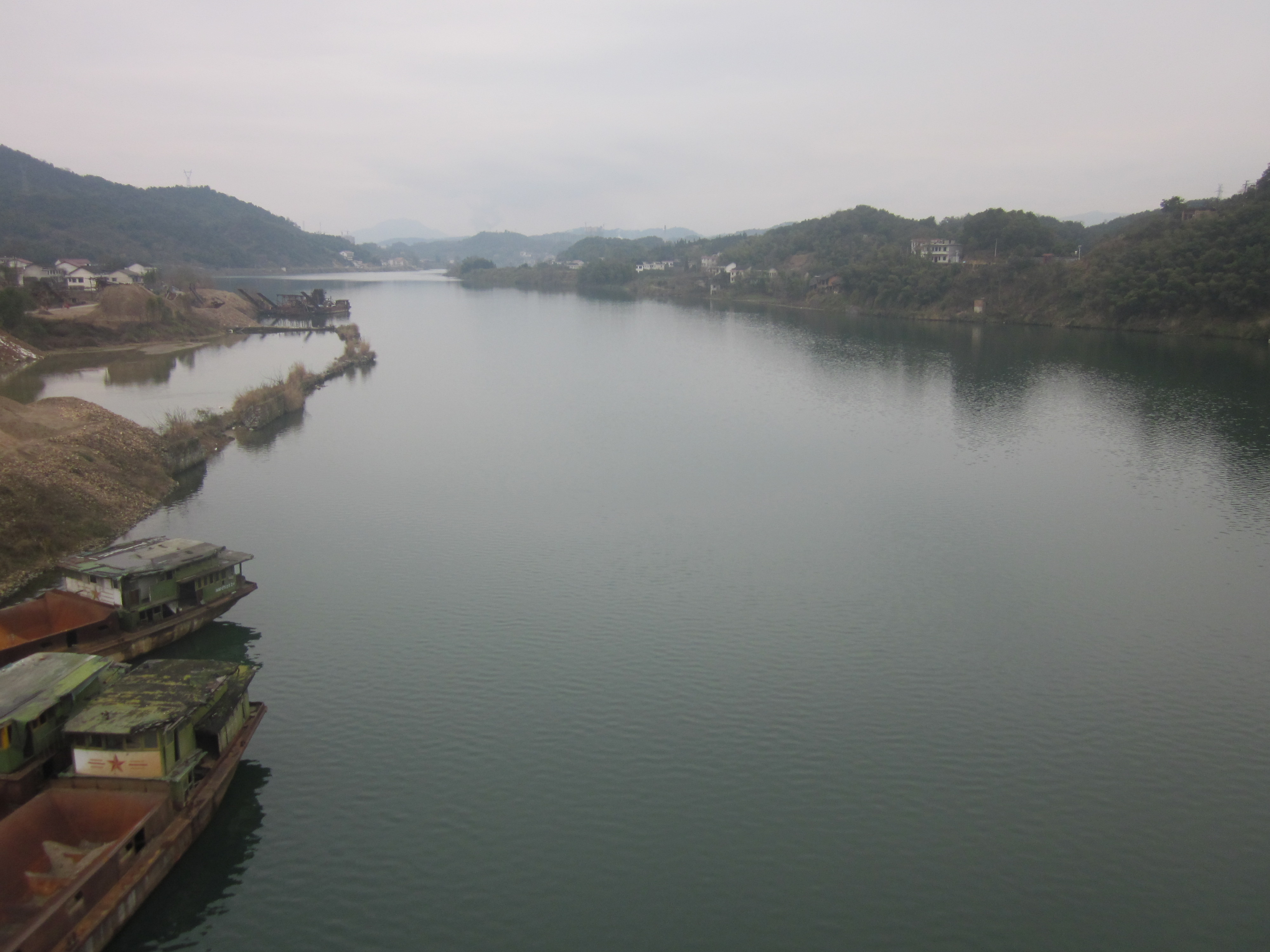
湖南省资江

邵阳县大屠杀中，杀人方式包括活埋、石砸、火烧、捆绑沉河淹死、绳索勒死、用锄头或棍棒打死、用铁烙或铁锅烫死、用铁棍压死、用竹子分尸，等等。部分女性死者生前受到凌辱，譬如乳房被割去、阴部被挖去、铁丝穿乳头，等等。
屠杀后，杀人者对尸体不加掩埋，甚至不许其亲属收尸。后来尸体太多，即采用“水葬”，将尸体弃置于资江河中、顺流而下，引发河两岸大量群众聚集观看，而漂流死尸曾堵塞邵阳市自来水厂的抽水机，影响水质，导致市民逾半月不敢饮用自来水。
此后，邵阳市当局下令邵阳市公安局处理掩埋河中的无名尸体，市公安局招募邵阳市郊区的农民打捞，每捞得一具尸体，发一床草席包裹掩埋，并支付10元人民币作为“捞尸”的报酬。

## 事件后续

### 死亡人数
1973年，杨荫甫调任邵阳县委书记，在省、地领导的大力支持下，抽调干部百余人，组成地、县联合调查团，对邵阳“黑杀风”事件进行了全面调查。1974年4月，用1个月的时间，调查组发现全县在抓“黑杀队”运动中，共抓了11,177人，关押7,781人，私设监狱702处，自制镣铐1,587副；其中，322人被杀、669人被逼自杀，共计死亡991人，另有113人致残。
另有学者指出，邵阳县大屠杀实际死亡人数达数千人。值得注意的是，1993年版的《邵阳县志》中，仅承认全县295人被杀、277人被迫自杀，合计572人。

### 冤案平反
拨乱反正、改革开放时期，邵阳“黑杀风”冤案的受害者获得平反。1985年6月，罗安荣任邵阳县委书记，他按照中共湖南省委（1985）12号文件的精神，对文革中抓“黑杀队”等一系列乱杀人事件作第三次调查处理：
按照“特殊情况，宽严适度”的原则，邵阳县重点立案查处乱杀人事件134起；查处主要责任人280人，清查后定性处理242人（其中追究刑事责任的19起，责任人30人，纪律处分217人，其中开除党籍128人，留党察看63人）；受处分人员中，国家干部34人，开除出党11人，留党察看9人，农村党员受处分的208人，其中大队以上干部152人，定为杀人罪的117人，犯严重错误的19人；因主要责任人巳死或责任分散未立案查处的92起；... 原县委常委、县委副书记、县政协主席黄明轩，原区委副书记蒋昭元属于“造反”起家的干部，按“清查三种人”的原则处理，撤销一切职务，开除党籍。而在杀人事件中负有主要领导责任的柴德林政委，因邵阳县的干部民众对其怨恨颇深，无法立足，早于1977年12月调离了邵阳县，迁回其老家黑龙江省呼兰县。
此外，当地官方对947位受害者彻底平反昭雪、恢复名誉，对受害者家属进行了相应的补助。